# جيم روني أندرسن
جيم روني أندرسن (بالنرويجية البوكمول: Jim Ronny Andersen)‏ هو لاعب كرة الريشة نرويجي، ولد في 4 مايو 1975 في Songdalen ‏ في النرويج.

## وصلات خارجية
- جيم روني أندرسن على موقع BWF.tournamentsoftware.com (الإنجليزية)
- جيم روني أندرسن على موقع BWFbadminton.com (الإنجليزية)
- جيم روني أندرسن على موقع اللجنة الأولمبية الدولية (الإنجليزية)
- جيم روني أندرسن على موقع أوليمبيديا (الإنجليزية)